# Zbrzyca (powiat chojnicki)
Zbrzyca (kaszb. Zbrzëca, niem. Spritza) – mała osada kaszubska w Polsce położona w województwie pomorskim, w powiecie chojnickim, w gminie Chojnice. Wieś jest częścią składową sołectwa Swornegacie. Zbrzyca jest położona na terenie Zaborskiego Parku Krajobrazowego.
W latach 1975–1998 miejscowość administracyjnie należała do województwa bydgoskiego.